# Oshkosh Corporation
Oshkosh Corporation, v preteklosti Oshkosh Truck je ameriški proizvajalec tovornjakov, namenskih in vojaških vozil. Podjetje je bilo ustanovljeno leta 1917 kot Wisconsin Duplex Auto Company.
Oshkosh Corporation ima po svetu zaposlenih 12300 delavcev.Tovarne ima v 11 državah in prodaja svoje izdelke v 130 državah. 

## Galerija
- Gasilni tovornjak Oshkosh Striker
- Sand Cat
- M-ATV
- Letališki gasilni tovornjak
- Oshkosh T-3000 6x6 letališki gasilni tovornjak
- USMC Oshkosh MB1 gasilni tovornjak
- Oshkosh M911